# Montréal-les-Sources
Montréal-les-Sources är en kommun i departementet Drôme i regionen Auvergne-Rhône-Alpes i sydöstra Frankrike. Kommunen ligger i kantonen Rémuzat som tillhör arrondissementet Nyons. År 2022 hade Montréal-les-Sources 25 invånare.

## Befolkningsutveckling
Antalet invånare i kommunen Montréal-les-Sources
Referens:INSEE